# スイートピー
スイートピー (Sweet pea,学名：Lathyrus odoratus) は、マメ科レンリソウ属の植物。和名では、ジャコウエンドウ（麝香豌豆）やカオリエンドウ（香豌豆）、ジャコウレンリソウ（麝香連理草）などと呼ばれている。2月15日、3月15日、3月20日、6月9日の誕生花。

## 概要
イタリアのシチリア島原産の一年草で、日本では主に観賞用として栽培される。弱酸性土壌が適する。直根性で移植を嫌う。ふつう秋蒔きする。
有毒植物であり、成分は同属の種に広く含まれるアミノプロピオニトリル (β-aminopropionitrile) で、豆と莢に多く含まれる。多食すればヒトの場合、神経性ラチリスム (neurolathyrism) と呼ばれる痙性麻痺を引き起こし、歩行などに影響が出ることがある。他の動物では骨性ラチリスムと呼ばれる骨格異常が生じることがある。

## 歴史
原産は地中海沿岸で、17世紀末頃にイタリア・シチリア島で発見された。1699年、神父でミジルメリ植物園の初代園長を務めたフランシスコ・クパーニがシチリア島の原種をイギリスに送付したことから、園芸植物としての発展をはじめる。本格的に改良、交配が進むのは19世紀後半に至ってからであった。トレヴァー・クラークとヘンリー・エックフォードの尽力により、多彩な品種が誕生した。
スイートピーは「エドワード王朝の花」とも呼ばれる。英国王エドワード7世のアレクサンドラ王妃はスイートピーをこよなく愛し、祝いの場では装飾としてスイートピーがふんだんに用いられた。そのため、スイートピーが他国でもはやり、品種改良、栽培が盛んになった。
遺伝学の実験植物としても用いられ、イギリスの遺伝学者であり、メンデルの法則を英語圏の研究者に紹介し、その普及の先頭に立った人物であるウィリアム・ベイトソンは、実験にスイートピーを用いている。
中国では、「スイートピー」は腎陰虚の症状の中の耳に関わる症状を和らげるとされている。特に紫色のスイートピーの香りと色は、腎陰虚の気を補ってくれるということで注目されている。
日本では、スイートピーを題材とした歌に松田聖子の「赤いスイートピー」があり、スイートピーの認知度を高めた。
この歌について、「この歌が世に出た1982年1月当時に、赤色の花をつけるスイートピーは存在していなかった。」と語られることがあり、記事もある。しかし、実際には流通していなかっただけで、「赤色系の色合いの花をつけるスイートピー」自体は1800年に既に存在していた。

## 栽培
発芽適温は15℃で、10月中～下旬が適期。種皮が硬い硬実種子なので、発芽率をよくするため一晩吸水させてから蒔くようにする。苗は正月過ぎから出始め、ポット苗に植えられて流通する。
植え付ける場所は、日当たりが良く、水はけ、風通しのよい場所が適地。酸性土を嫌うため、苗を植える2週間前までに苦土石灰をまき、酸度矯正をしておく。根が枝分かれすることなく、地中深くにまっすぐに伸びる植物なので、40cmぐらいの深さまでよく耕しておく。
定植後1～2週間したら摘心し、わき枝を出させるようにすると、多くの花を楽しめる。